# Luigi Sapelli
Luigi Sapelli, noto anche con lo pseudonimo di Caramba (Pinerolo, 25 febbraio 1865 – Milano, 10 novembre 1936), è stato uno scenografo, costumista e illustratore italiano.
Fu il maggiore costumista teatrale della propria generazione; con lui il costume venne riletto in una chiave moderna e innovativa, che ne cambiò per sempre la concezione. Amico e collaboratore di Mariano Fortuny, Caramba utilizzò nuove formule di tessuti e s’ingegnò a creare effetti di luce al fine di valorizzare la veste di scena. Curò i particolari di un bottone o di un’asola come fossero elementi decisivi dello spettacolo, avvantaggiandosi di un artigianato specializzato nei ricami e nelle specifiche rifiniture.

## Biografia
Appartenente a una nobile famiglia monferrina, assunse il nome d'arte di "Caramba" per aggirare l'intransigente atteggiamento di suo padre Filippo Sapelli, ufficiale medaglia d'argento a Montebello, contrario ad attività artistiche tra i membri della sua famiglia.

### Inizio di carriera
Luigi Sapelli inizia la sua carriera come caricaturista e illustratore per il Buontempone, un giornalino "scritto, disegnato e forse anche stampato e venduto dallo stesso Caramba", ed è in questo periodo che inizia a firmarsi con lo pseudonimo di Caramba. Chiuso il "giornalino per ridere", collabora al Re Pipino. Sposato con una figlia, tre fratelli a carico, morto il padre, deve assumersi il mantenimento della famiglia: di giorno studia e lavora. Insegnante privato, rappresentante di commercio, impiegato presso un commerciante di grano e presso uno studio legale di giorno, la notte la dedica al teatro, alla bella vita, all'arte. Alla fine del 1890, entra alla Gazzetta del popolo, quotidiano torinese. Disegna per Il Fischietto e per La Luna, dove ha una rubrica teatrale, in cui illustra gli spettacoli in cartellone con le sue vignette. In seguito al successo della trovata, la critica raccontata a disegni, Casimiro Teja lo designa come suo successore al Pasquino.

### Il teatro
Nel 1897 a Torino Caramba incontrò due figure che segnarono la sua traiettoria teatrale. Arturo Toscanini, chiamato a dirigere al Regio Forza d’amore musicato da Arturo Buzzi-Peccia e per il quale Caramba disegnò i costumi, e Ciro Scognamiglio, produttore napoletano le cui opere erano in cartellone al Balbo. Quest'ultimo gli affidò la messinscena di D'Artagnan e La cicala e la formica, dando inizio così alla sua carriera di scenografo e anche di costumista con l'apertura della casa d'arte Caramba (da lui stesso fondata) dove venivano realizzati costumi per molti dei più importanti teatri italiani e stranieri (La Scala, La Fenice, Il Regio di Torino, L'Opera di Roma, Il Metropolitan di New York). Disegnò moltissimi costumi, che illustrava con campionature di tessuti e schizzi dei dettagli; applicò nell'esecuzione dei figurini nozioni di storia del costume. Al mondo dell’operetta Caramba restò legato fino agli inizi degli anni Venti: i suoi allestimenti ricchi di trovate, così come i suoi bozzetti capaci di immortalare il carattere dei personaggi, fecero scuola persino laddove il genere era nato.
Inoltre dal 1921 fino alla sua morte ricoprì il ruolo di direttore degli allestimenti scenici alla Scala, realizzando i costumi per le opere in cartellone. Quelli trascorsi alla Scala furono per Caramba gli anni della maturità artistica: seppe allora far convergere il suo straordinario estro e la poliedricità della sua vena creativa verso il rigoroso progetto di rinascita che Toscanini aveva in mente per quel teatro. Fu un’impresa coronata da successi e riconoscimenti, per esempio quando, nell’aprile del 1926, con la direzione di Toscanini e il suo allestimento scenico, fu rappresentata postuma la prima della Turandot di Giacomo Puccini.
Ha realizzato, infine, i primi costumi della Giostra del Saracino di Arezzo. 
È sepolto nel Cimitero monumentale di Torino.

## Opere
- La Forza d'Amore, Teatro Regio, Torino 1897
- Lorenza, Teatro dell'Opera, 1901
- I racconti di Hoffmann, Teatro del Corso, 1903
- Loreley, Teatro alla Scala, 1905
- La Traviata, Teatro alla Scala, 1906
- Hans, il suonatore di flauto, Teatro dal Verme, 1907
- Héllera, Teatro Regio, Torino, 1909
- Francesca da Rimini, Teatro Regio, Torino, 1914
- Tabarro, Metropolitan Opera House, 1918
- Suor Angelica, Metropolitan Opera House, 1918
- Gianni Schicchi, Metropolitan Opera House, 1918
- La via della finestra, Teatro Rossini, 1919
- La Tempesta, Teatro alla Scala, 1922
- Al lupo!, Teatro Nazionale, Roma 1923
- Belfagor, Teatro alla Scala, 1923
- Giocondo e il suo Re, Teatro alla Scala 1924
- I Cavalieri di Ekebù, Teatro alla Scala, 1925
- Fra Gherardo, Teatro alla Scala, 1928
- La notte di Zoraima, Teatro alla Scala, 1931
- A Basso Porto
- Fra Diavolo
- Tannhäuser
- Il Battista
- La secchia rapita

## Filmografia

### Regista
- La reginetta delle rose (1914)
- Volo al nido (1917)
- Le mogli e le arance (1917)
- Le figlie del mare (1918)
- I Borgia (1920)
- La mirabile visione (1921)

### Costumista
- Jone o Gli ultimi giorni di Pompei, regia di Ubaldo Maria Del Colle e Giovanni Enrico Vidali (1913)
- I promessi sposi, regia di Ubaldo Maria Del Colle (1913)
- La Sacra Bibbia, regia di Pier Antonio Gariazzo (1920)
- Il cardinale Lambertini, regia di Parsifal Bassi (1934)
- Regina della Scala, regia di Camillo Mastrocinque e Guido Salvini (1936)

### Scenografo
- Excelsior, regia di Luca Comerio (1913)
- Le mogli e le arance, regia di Luigi Sapelli (1917)